# Laurie Abrahams
Laurie Abrahams (Londra, 3 aprile 1953) è un ex calciatore inglese.

## Carriera
Formatosi nel Barking, nella stagione 1977-1978 gioca nel Charlton, club con cui ottiene il diciassettesimo posto della cadetteria inglese.
Nella stagione 1978 si trasferisce in Nordamerica per giocare nel campionato NASL con i New England Tea Men con cui raggiunge gli ottavi di finale della competizione.
L'annata seguente passa ai Tulsa Roughnecks che nel corso della stagione lascia per giocare nei California Surf con cui giunge agli ottavi di finale.
Nella stagione 1980 raggiunge nuovamente gli ottavi di finale della competizione, cosa che non accade in quella seguente, chiusa al terzo posto della Western Division.
Nell'annata 1982 torna a giocare per i Tulsa Roughnecks, con cui raggiunge i quarti di finale. Nella North American Soccer League 1983 Abrahams vince il campionato, battendo in finale il Toronto Blizzard.
La stagione seguente, che sarà l'ultima della NASL, passa ai San Diego Sockers, con cui ottiene il quarto ed ultimo posto della Western Division.
Dal 1984 al 1987 gioca nel campionato MISL, vestendo tra l'altro anche la maglia dei New York Cosmos. Nel 1986 si trasferisce presso gli australiani del Melbourne Knights con cui ottenne il decimo posto della Southern Conference della National Soccer League 1986.

## Palmarès
- Campionato NASL: 1

Tulsa Roughnecks:1983